# Pandemia de COVID-19 na Finlândia
Este artigo documenta os impactos da pandemia de COVID-19 na Finlândia e pode não incluir todas as respostas e medidas mais recentes.
Segundo as autoridades do país, graças a um armazenamento de materiais (médicos, energéticos e alimentícios) que o país nórdico tem feito aos poucos desde a Guerra Fria, em lugares secretos ao longo do seu território, tampouco faltam respiradores, suprimentos cirúrgicos, máscaras, luvas e capas de proteção. Em tempos de pandemia, esses estoques ajudam a ganhar tempo na Finlândia. O empenho em manter à distância os fantasmas da ocupação russa no passado fez com que o país europeu esteja agora preparado para enfrentar a ameaça sanitária.

## Cronologia

#### Janeiro de 2020
Em 27 de janeiro, o Ministério das Relações Exteriores da Finlândia aconselhou os cidadãos a evitar viagens desnecessárias à província de Hubei na China. No dia seguinte, a companhia aérea finlandesa Finnair anunciou a suspensão de cinco rotas semanais para Nanjing e o Aeroporto de Daxing  em Pequim até o final de março.
Em 28 de janeiro, a Finlândia confirmou o primeiro caso de doença de novo coronavírus. Uma chinesa de 32 anos, de Wuhan, procurou atendimento médico em Ivalo e testou positivo para SARS-CoV-2. Ela ficou em quarentena no Hospital Central da Lapônia, em Rovaniemi. A mulher se recuperou e teve alta em 5 de fevereiro após testar negativo em dois dias consecutivos.
Em 30 de janeiro, as autoridades de saúde da Finlândia estimaram que até 24 pessoas pudessem ter sido expostas ao vírus. Em 5 de fevereiro, sabia-se que três dos indivíduos potencialmente expostos haviam deixado o país, e quatorze dos 21 restantes foram colocados em quarentena, com a expectativa de que fossem liberados no fim de semana seguinte.

#### Fevereiro de 2020
Em 26 de fevereiro, as autoridades de saúde da Finlândia confirmaram o segundo caso, uma finlandesa que viajou para Milão e retornou à Finlândia em 22 de fevereiro, depois de apresentar os sintomas de uma gripe, foi feito o teste e o resultado deu positivo para o novo coronavírus no Hospital Central da Universidade de Helsinque.
No dia 28 de fevereiro, uma mulher finlandesa que viajou para o norte da Itália teve um resultado positivo nos hospitais de Helsinque e Uusimaa e foi aconselhada a permanecer em casa.

#### Março de 2020

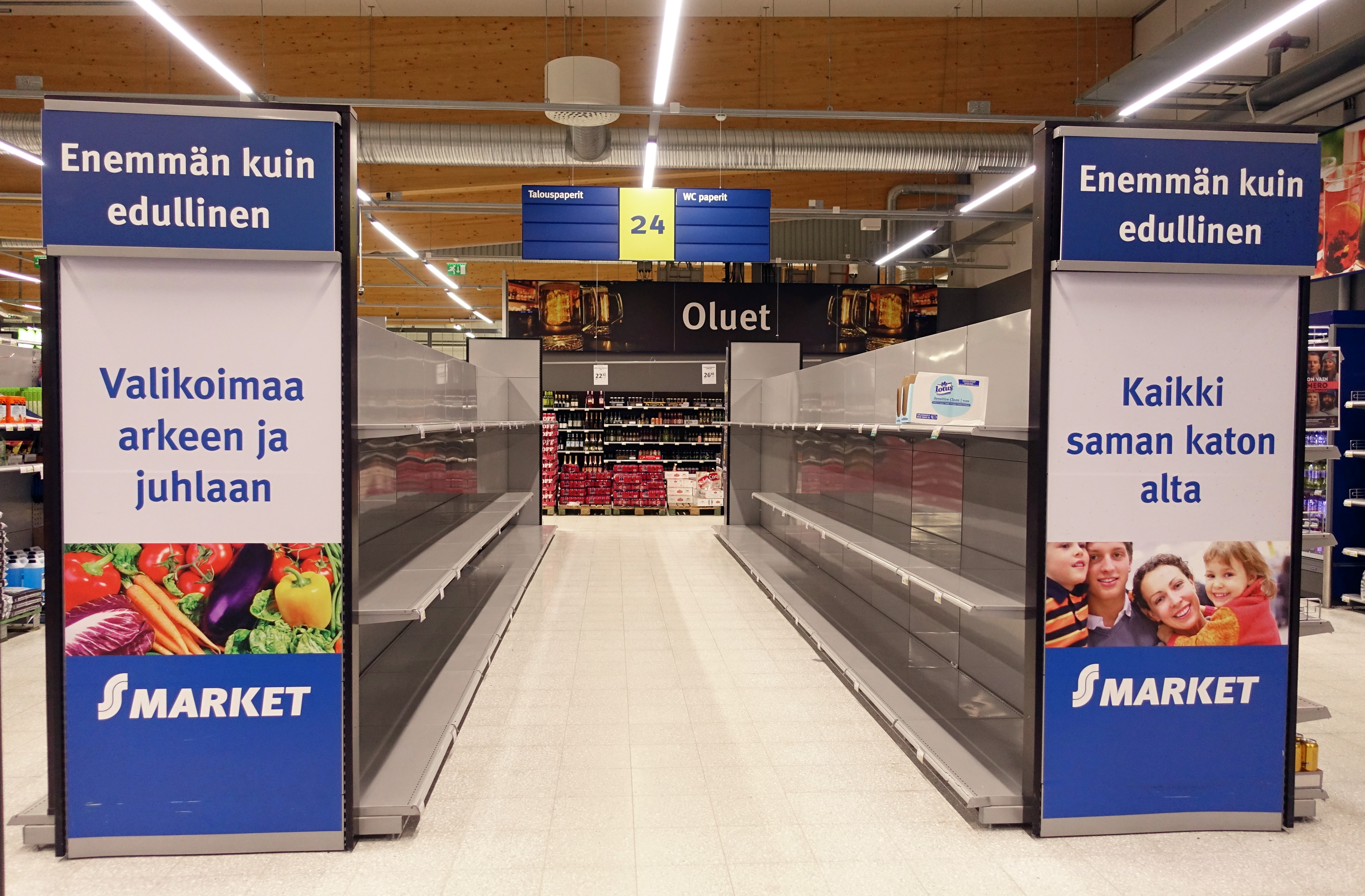
A escassez de papel higiênico na Finlândia em março de 2020

Em 1 de março, três novos casos - associados da mulher diagnosticada com o vírus em 28 de fevereiro - foram confirmados na região de Helsinque. Eles foram instruídos a permanecer isolados em casa. Isso elevou o número total de infecções diagnosticadas na Finlândia para cinco. Mais tarde naquele dia, 130 pessoas, incluindo estudantes da escola de formação de professores Viikki da Universidade de Helsinque, foram colocadas em quarentena depois de terem estado em contato próximo com um dos diagnosticados.
Em 2 de março, mais um caso foi confirmado, o sétimo na Finlândia: uma homem em Uusimaa.
Em 5 de março, cinco novos casos foram confirmados: três em Uusimaa, um em Pirkanmaa e um em Kanta-Häme. Um dos casos em Uusimaa, uma mulher em idade ativa, está associado aos casos anteriores na região de Helsinque. Os outros casos, dois homens em idade ativa, receberam o vírus do norte da Itália. Todos os pacientes estão em boa saúde e foram aconselhados a ficar em casa. O caso em Päijänne Tavastia visitou recentemente o norte da Itália. A família esteve em quarentena voluntária em casa após a viagem e ninguém mais sabe que esteve em contato próximo com o paciente. O caso em Pirkanmaa, uma mulher de 44 anos, também está em quarentena e com boa saúde. Três pessoas estiveram em contato próximo com ela. Isso elevou o número total de casos confirmados na Finlândia para doze.
Em 6 de março, três novos casos foram confirmados: uma em Uusimaa, uma na Carélia do Sul e uma na Ostrobótnia do Norte.